# Pays de Bourganeuf
Le  Pays de Bourganeuf  est un Pays traditionnel de France situé au centre du Limousin, dans le département de la Creuse.

## Géographie

### Situation
Cette région est située autour de la ville de Bourganeuf.
Les régions naturelles voisines sont, au nord le Pays de La Souterraine, au nord-est la Haute Marche, au sud la Montagne limousine et à l'ouest le Pays de la Vienne.